# Lepidotrigla sayademalha
Lepidotrigla sayademalha är en fiskart som beskrevs av Richards 1992. Lepidotrigla sayademalha ingår i släktet Lepidotrigla och familjen knotfiskar. Inga underarter finns listade i Catalogue of Life.